# Pedicia nawai
Pedicia (Pedicia) nawai là một loài ruồi trong họ Pediciidae. Chúng phân bố ở vùng sinh thái Palearctic.